# Kupferdreh
Kupferdreh ist ein Stadtteil im äußersten Südosten der Stadt Essen, unmittelbar an der Ruhr und am Baldeneysee gelegen. Kupferdreh grenzt im Nordosten an den Stadtteil Byfang, im Osten an Hattingen-Niederbonsfeld, im Süden an Velbert-Langenberg, im Südwesten an Velbert-Mitte und Heidhausen sowie im Westen an Fischlaken und Heisingen, wo die Ruhr die Grenze bildet.

## Geschichte

### Frühgeschichte bis Mittelalter

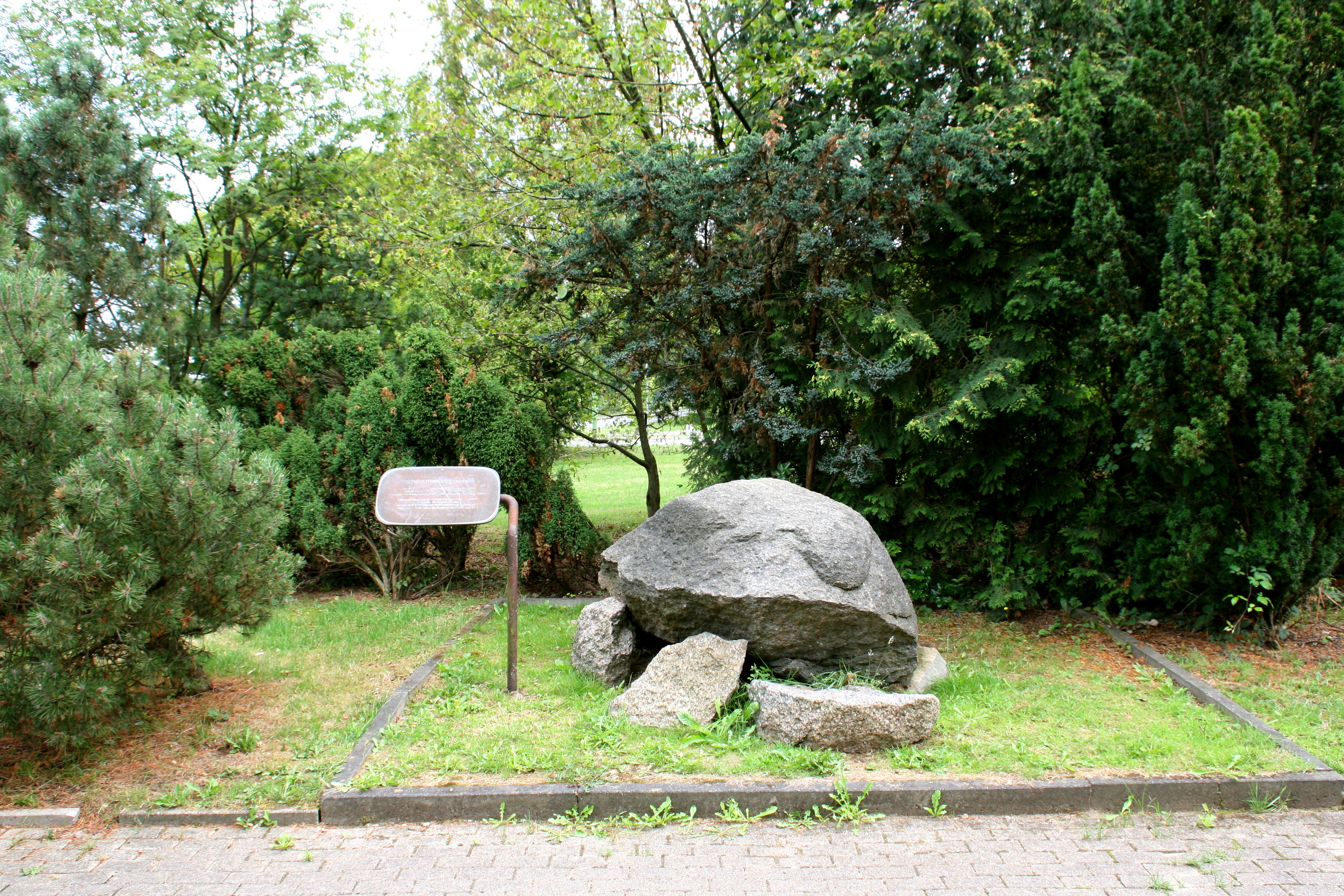
Essen Kupferdreh – Hellersberg – Steinkiste

Ältestes Zeugnis einer Besiedlung auf Kupferdreher Gebiet ist eine etwa 4.000 Jahre alte Steinkiste, welche 1937 beim Bau der ehemaligen Ruhrlandkaserne freigelegt wurde.
Auf Kupferdreher Gebiet gab es im Mittelalter die Bauerschaft Dilldorf, welche damals zu den sächsischen Brukterern zählte und dann zur Herrschaft Hardenberg in Neviges gehörte. Andererseits gab es die fränkischen Honnschaften (Hundertschaften) Hinsbeck und Rodberg, welche zur Reichsabtei Werden gehörten.

### Neuzeit
Auf Kupferdreher Gebiet wurde bereits im Jahre 1550 eine Kupferhütte, die Deiler Koperhut, und seit etwa 1660 der Deilbachhammer betrieben, wobei dieser auf der Grenze zum Stadtteil Hattingen-Niederbonsfeld liegt. Dieser Eisenhammer war nach dem kleinen Fluss Deilbach benannt, der hier in die Ruhr mündet. Das Deilbachtal gilt als Vorreiter der Industrialisierung im Ruhrgebiet, da hier schon im 16. Jahrhundert nicht nur Steinkohle, sondern auch Kupfer, Eisen und Zink abgebaut wurde.
Ab 1780 wurde die Ruhr für die aufkommende Industrie schiffbar gemacht, wobei die schärfste Flusskrümmung mit hoher Fließgeschwindigkeit bei Hinsbeck in der Deilbachmündung lag. Die Kurve, oder besser Drehung der Ruhr betrug etwa 180 Grad. Die Bürger nannten diese Drehung der Ruhr mundartlich Kopperdreih bzw. Kupperdrehe. In Teilen von Dilldorf wurde Westfälisch gesprochen, in den anderen Teilen des heutigen Kupferdreh Bergisch. Bereits 1550 ist in der Nähe eine erste Kupferhütte urkundlich nachgewiesen. In der Deilbachmündung befand sich ein Hafen für den aus dem 17. Jahrhundert stammenden nahe gelegenen Kupferhammer. Vor dem Hafen bildete der Deilbach eine große Schleife um die damals sogenannte Kupferwiese, wo auch der Lagerplatz des Kupferhammers war. Nachdem Hinsbeck 1803 preußisch wurde, begann um 1820 die Aufnahme des preußischen Urkatasters, worin der Berghang an der Ruhrkrümmung mit An der Kupperdrehe bezeichnet wird. 1933 wurden die Kupperdrehe, also der Knick der Ruhr, und der alte Hafen vom neu aufgestauten Baldeneysee überflutet.
Der Erbauer der Deilthaler Eisenbahn (oder Prinz-Wilhelm-Eisenbahn), Friedrich Harkort, verwendete 1831 beim Bau dieser Bahn den Namen An der Kupperdrehe für eine Haltestelle. Die 7,3 Kilometer lange Strecke der von Pferden gezogenen Bahn wurde für den Kohletransport nach Nierenhof ins Bergische Land benötigt. Seit dem 14. Jahrhundert gibt es Erwähnungen von bergbaulichen Tätigkeiten auf Kupferdreher Gebiet. Die Eisenbahn war die erste als Gesellschaft betriebene Eisenbahn Deutschlands. Als sie 1844 auf Dampfbetrieb umgestellt und bis Vohwinkel erweitert wurde, verwendet Friedrich Harkort den Namen An der Kupperdrehe erneut. Begünstigt durch den Eisenbahnanschluss siedelte sich 1852 die Eisenhütte Phoenix an, deren Betriebe in Kupferdreh mitsamt den Hochöfen 1914 wieder aufgelöst wurden.
Im Jahre 1855 bekam die Bahnstation in Hinsbeck eine eigene Postexpedition. Hierfür wurde der Name Kupferdreh erstmals offiziell verwendet. 1872 baute man in Kupferdreh ein Bahnbetriebswerk und die Eisenbahnbrücke über die Ruhr, die die Ruhrtalbahn als Teil der Bergisch-Märkischen Eisenbahn anband. So entstand hier einer der größten Eisenbahnknotenpunkte des Ruhrgebietes. Die Brücke über die Ruhr hatte einst runde Bögen und erhielt dann während des Baus des Baldeneysees 1929 ihr heutiges Aussehen. Im Zweiten Weltkrieg wurde sie gesprengt, aber danach als eingleisige Bahnbrücke wieder errichtet. Heute dient sie als Fußgängerbrücke, die Gleise wurden entfernt. Der Bahnhof Kupferdreh wurde 1898 eröffnet. Der vordere Bahnsteig diente der Ruhrtalbahn, die die Ruhrbrücke überquerte. Vor der Brücke zweigt die Hespertalbahn oder auch Pörtingsiepenbahn zur damaligen Zeche Pörtingsiepen ab.
Ein Nebenprodukt der Eisenhütte Phoenix war Schlacke, die zusammen mit dem in Velbert abgebauten Kalk Rohstoff für Portlandzement war. Gegen Ende des 19. Jahrhunderts entstand in Kupferdreh eine Zementfabrik. Und um deren Produkte vor Ort zu verarbeiten, wurden 1897 die Kupferdreher Steinwerke gegründet.
1895 war die erste Kampmannbrücke, die Kupferdreh mit Heisingen verband, als Pontonbrücke fertiggestellt. Darauf folgte in den Jahren 1950 bis 1951 eine Beton-Balkenbrücke, die 2019 wegen Baufälligkeit durch die heutige Schrägseilbrücke ersetzt wurde.

### Gemeinde und Bürgermeisterei
Am 15. Januar 1875 wurde im Landkreis Essen aus den beiden Honnschaften Hinsbeck und Rodberg der Gemeinde Siebenhonnschaften die neue Gemeinde Kupferdreh gebildet. Hinsbeck und Rodberg wurden schon im Jahr 1150 im Heberegister der Äbte von Werden genannt. Am 15. Oktober 1896 wurde Kupferdreh gemeinsam mit der Gemeinde Byfang aus der Bürgermeisterei Werden-Land herausgelöst und zu einer eigenen Bürgermeisterei erhoben. Am 1. April 1899 wurden die Bauerschaft Dilldorf und Teile der Bauerschaft Voßnacken aus der Gemeinde Hardenberg des Kreises Mettmann der Gemeinde Kupferdreh zugeordnet.
Erster Bürgermeister wurde am 13. August 1896 Jacob Hubert Arntz, und dabei das Haus an der Kupferdreher Straße 251 zum Rathaus. Im September 1901 ging das Amt zunächst kommissarisch, und am 12. Juli 1902 endgültig auf Johann Wilhelm Krake über. Im Dezember 1920 wird der Essener Oberstadtsekretär Hermann Gerhard Pieper Kupferdreher Bürgermeister.
Am 1. April 1922 wurden die Gemeinden Byfang und Kupferdreh zusammengeschlossen, so dass die Bürgermeisterei Kupferdreh nur noch aus der Gesamtgemeinde Kupferdreh bestand. Am 1. August 1929 wurde die Bürgermeisterei Kupferdreh zur Stadt Essen eingemeindet.
Von 1937 bis 1994 war Kupferdreh Garnisonsstadt. Auf einem Hochplateau in der Gemarkung Hinsbeck befand sich in dieser Zeit die Ruhrlandkaserne. Die Kruppsche Nachtscheinanlage, welche von der Luftwaffe zur Täuschung der alliierten Bomber auf dem Rottberg und dem angrenzenden Ludscheid angelegt wurde, zog zahlreiche Bombenangriffe auch auf die ländliche Umgebung nach sich.

### Wappen
Blasonierung: „In Rot über einem gestürzten silbernen (weißen) Wellensparren ein goldenes (gelbes) achtspeichiges Wassermühlenrad, dahinter nach unten herausragend das Alchemie-Zeichen für Kupfer; ein Ring mit einem nach unten zeigenden Kreuz.“
Das Wappen wurde von Kurt Schweder entworfen und hatte nie offiziellen Charakter. Ende der 1980er Jahre schuf der Heraldiker für alle Essener Stadtteile Wappen. Sie sind inzwischen von der Essener Bevölkerung gut angenommen worden. Es stellt eine Kombination des alchemistischen Zeichens für Kupfer und des Wassermühlenrades dar. Es bezieht sich auf die Jahrhunderte alten Kupferhammer (Kupferhütte) im Deilbachtal und die dortige Ruhrkrümmung (Drehe). Man spricht in diesem Falle auch von einem redenden Wappen.

## Kupferdreh heute
Geprägt ist Kupferdreh durch gelockerte Wohnbebauung mit Grünflächen und Landwirtschaft. Hinzu kommen die Gewerbebebauung im Deilbach- und Ruhrtal, die zum Teil verdichtete Bebauung im inneren Ortsbereich und am West- und Osthang. Die Siedlungsstruktur des Stadtteils wird durch seine eigenartige Topographie bestimmt.
Deutlich erkennbar ist das Gebiet dem Niederbergisch-Märkischen Hügelland zuzuordnen.
Kupferdreh liegt am Ende des Baldeneysees, so dass es Naherholungsgebiete mit teils markierten Wanderwegen gibt. In Kupferdreh kreuzen sich zwei Radfernrouten: der RuhrtalRadweg zwischen Duisburg und Sauerland entlang der Ruhr, und die sogenannte Kaiser-Route, einem 370 Kilometer langen Radweg, der die historische Verbindung der Kaiserpfalzen Aachen und Paderborn nachzeichnet. Dilldorf, das heute zu Kupferdreh gehört, und die Kupferdreher Straße als Geschäftsstraße mit naheliegendem Marktplatz und Bahnhof geben zusammen einen Eindruck von Eigenständigkeit Kupferdrehs. Der Bahnhof Essen-Kupferdreh, an dem die S-Bahn-Linie 9 und der Regional-Express RE 49 halten, wurde im April 2012 als aufgeständerter Haltepunkt neu eröffnet, wobei der gesamte Verkehrsfluss im Kern Kupferdrehs angepasst wurde, da nun ein ehemals stark frequentierter Bahnübergang wegfiel. In der Kupferdreher Straße erinnern alte Fassaden der Herrenhäuser, aus Backsteinen aus der Jahrhundertwende 1900, an einen gewissen Wohlstand zu Zeiten der Industrialisierung. Unter Denkmalschutz stehen die 1878 aus Ruhrsandstein erbaute Kirche St. Mariä Geburt in Dilldorf, sowie auch die evangelische Christuskirche, die in den Jahren 1877/1878 vom Kupferdreher Architekten Wilhelm Bovensiepen entworfen wurde.
Die katholische Pfarrkirche St. Josef wurde 1904 geweiht, am 23. November 2013 profaniert und im Dezember 2015 niedergelegt.
In Kupferdreh befindet sich das weltgrößte Kraftwerkssimulationszentrum, wichtig vor allem für das Training des Betriebspersonals für Kernkraftwerkstörfälle. Das von der 1987 entstandenen VGB PowerTech/Kraftwerks-Simulator-Gesellschaft KSG betriebene Zentrum befindet sich auf dem Gelände der 1977 stillgelegten Bergischen Elektrizitätsversorgung.

Wappen von Kupferdreh
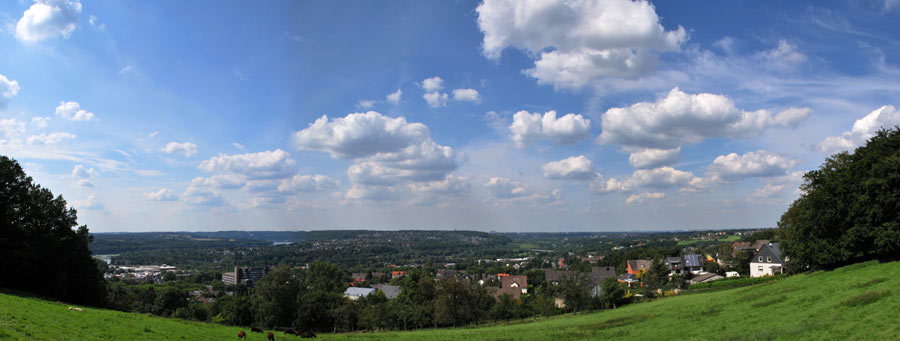
Panorama von Kupferdreh (August 2008)
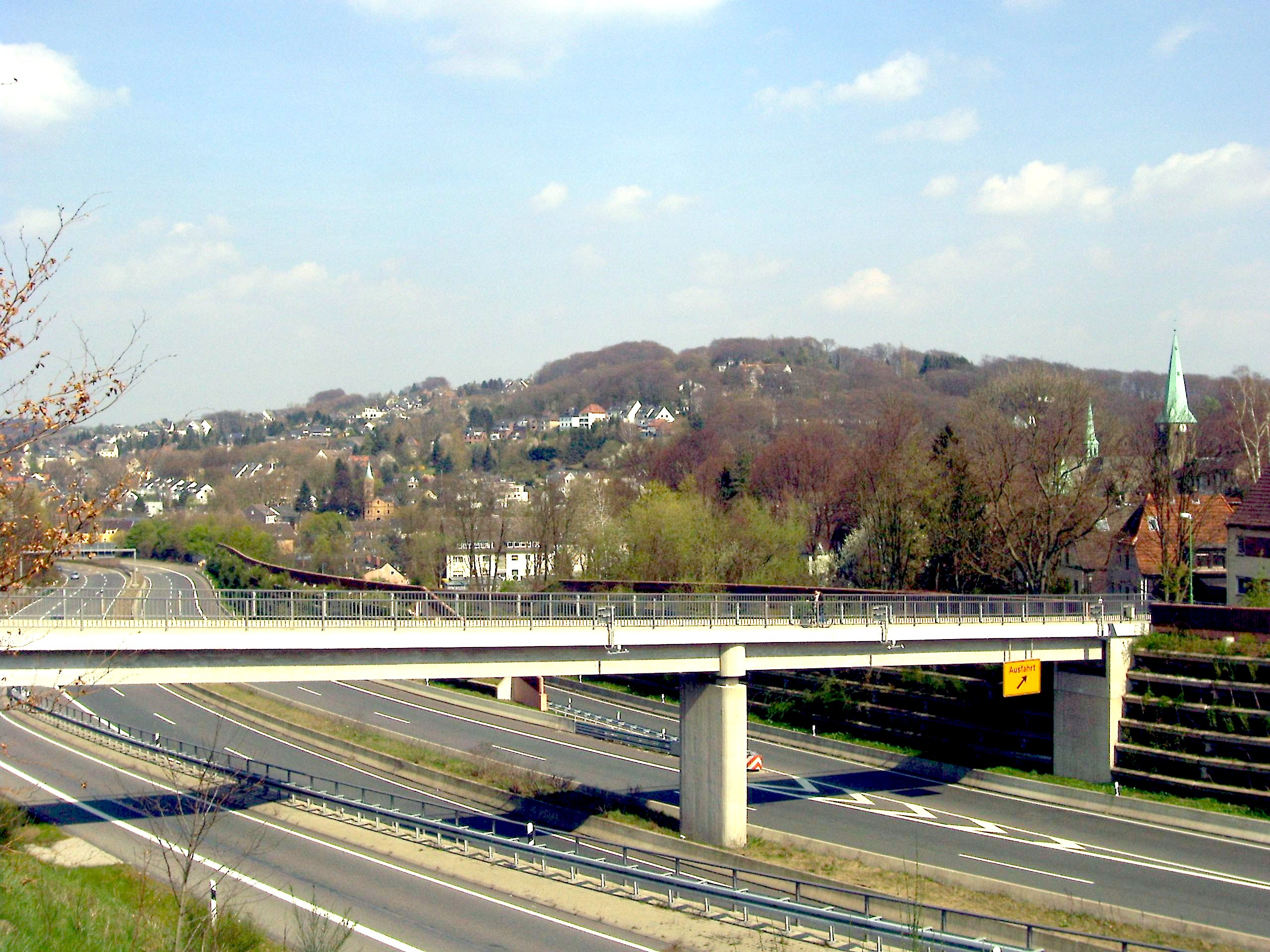
Kupferdreh von der Dilldorfer Höhe aus mit A 44
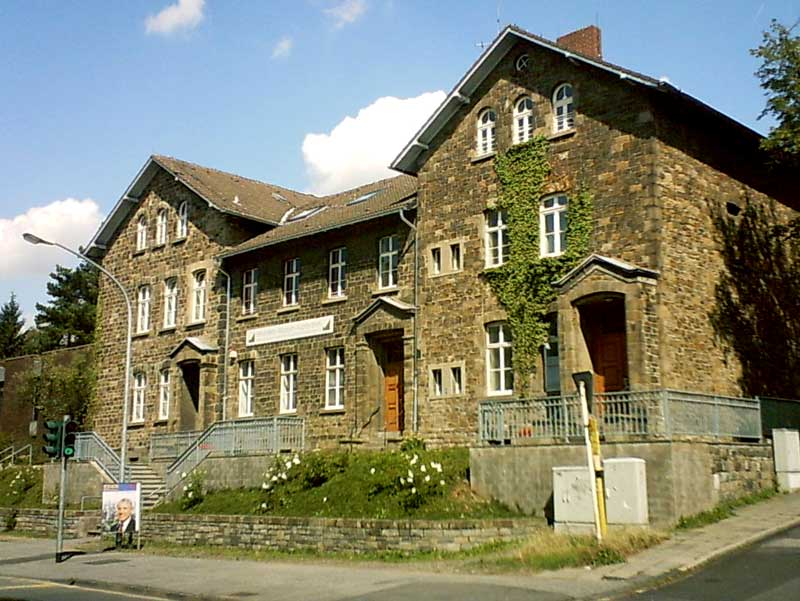
Mineralien-Museum Kupferdreh
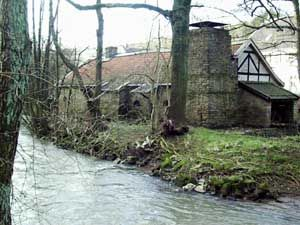
Eisenhammer Kupferdreh
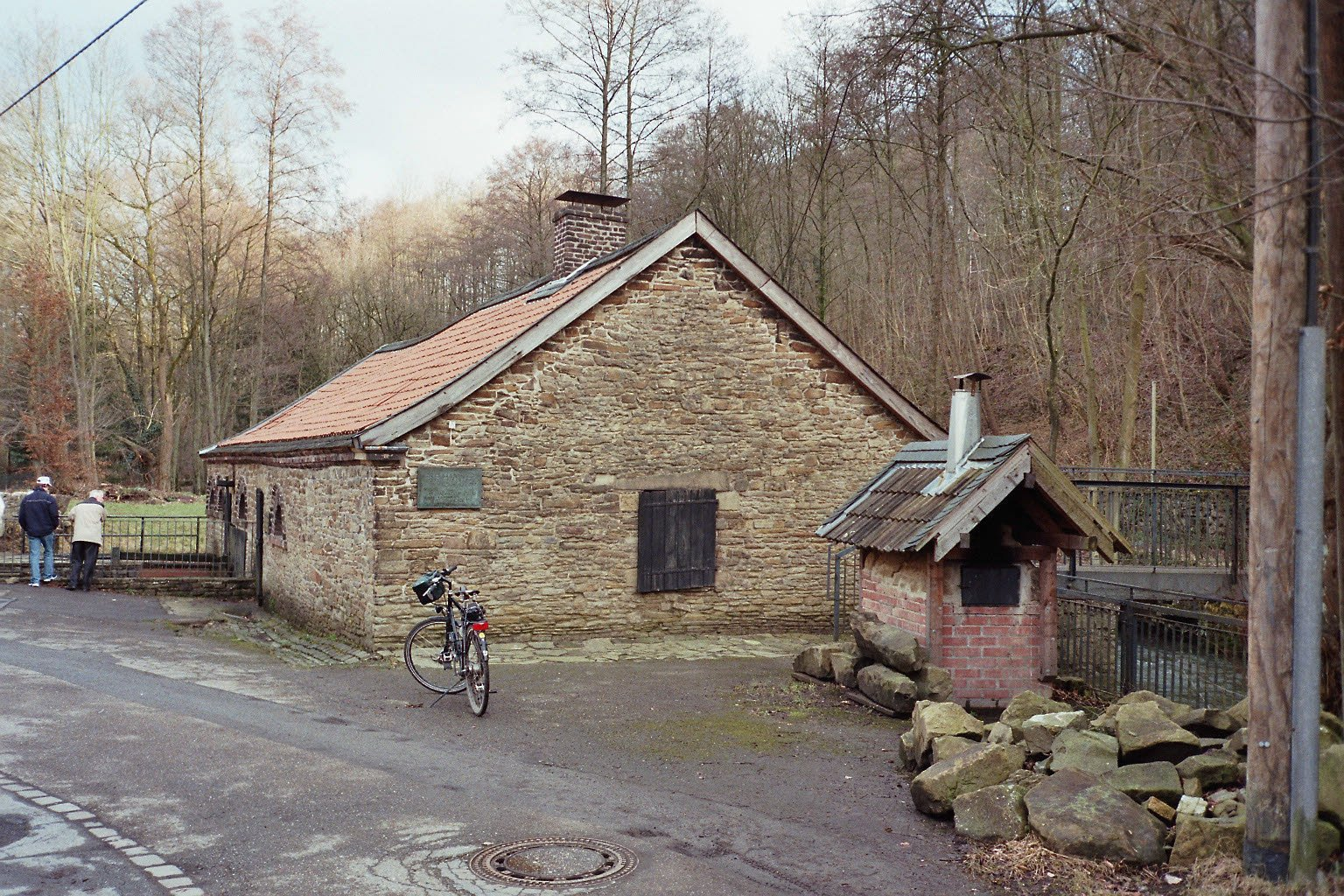
Deilbachhammer
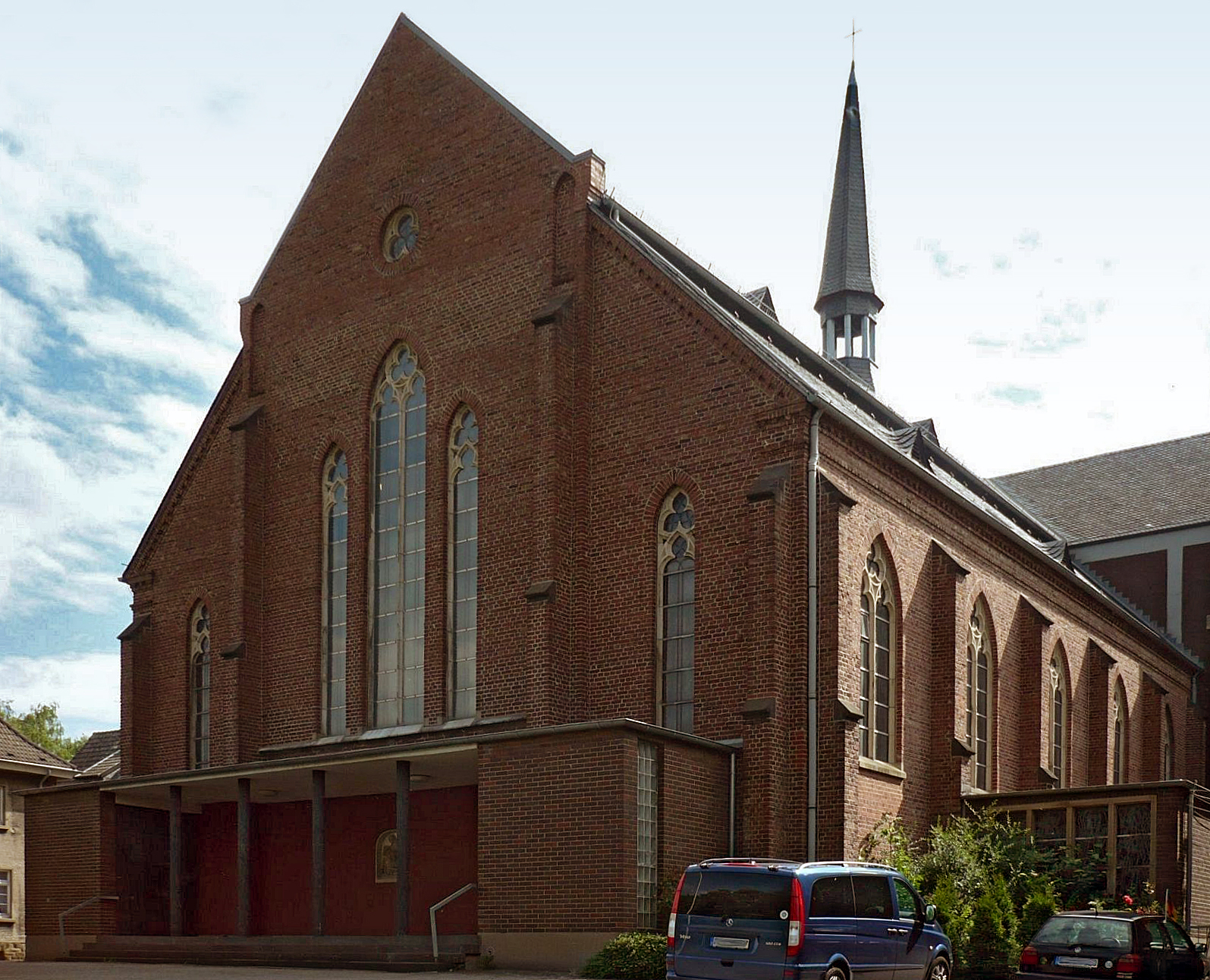
Ehemalige Pfarrkirche St. Josef
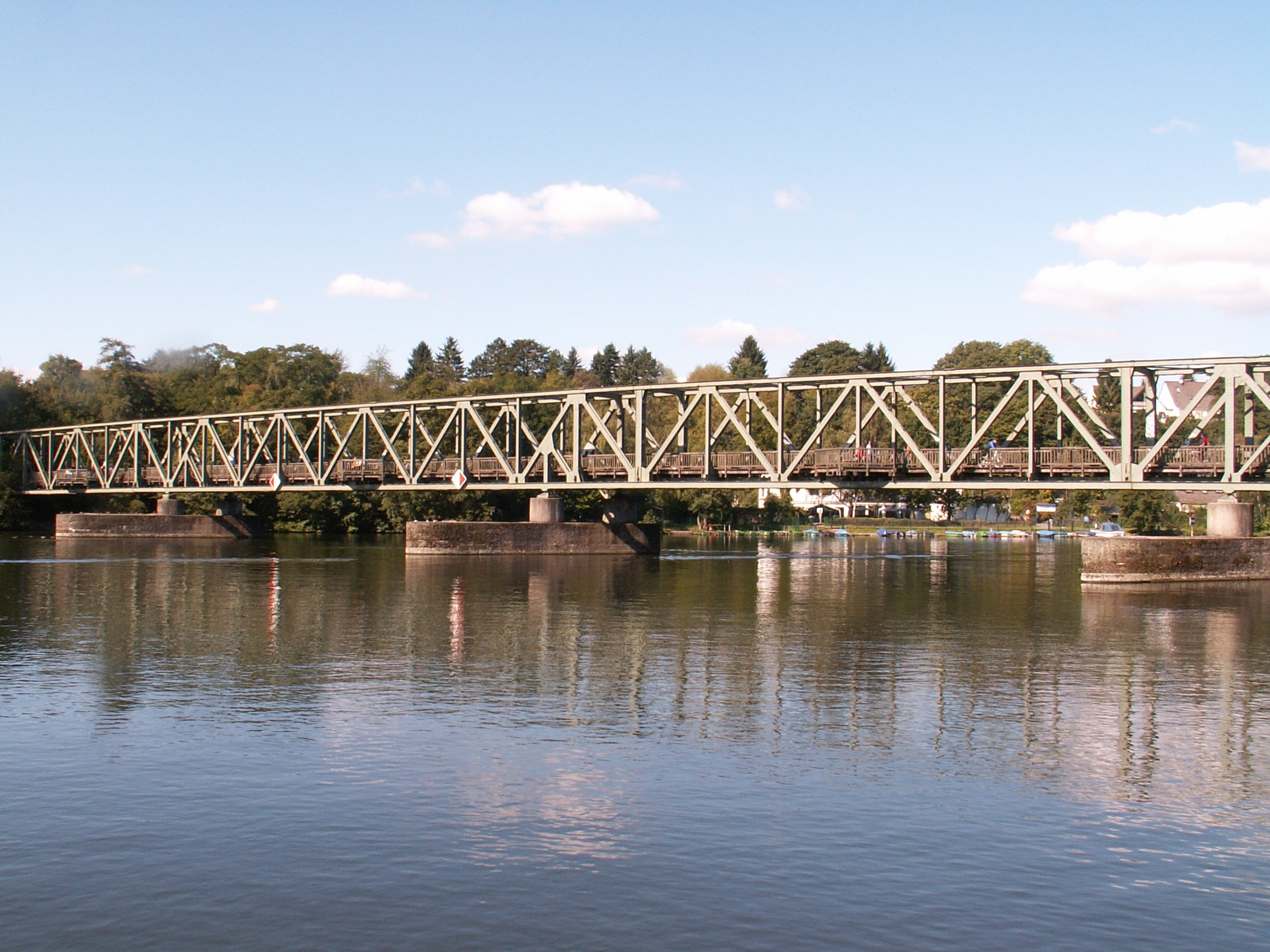
Alte Eisenbahnbrücke

### Bevölkerung
Am 31. März 2025 lebten 11.428 Einwohner in Kupferdreh.
Strukturdaten der Bevölkerung in Kupferdreh (Stand: 31. März 2025):
- Bevölkerungsanteil der unter 18-Jährigen: 16,8 % (Essener Durchschnitt: 16,9 %)[7]
- Bevölkerungsanteil der mindestens 65-Jährigen: 23,2 % (Essener Durchschnitt: 21,7 %)[8]
- Ausländeranteil: 9,1 % (Essener Durchschnitt: 20,6 %)[9]

### Dilldorfer Höhe
2004 wurde das Neubaugebiet Dilldorfer Höhe auf dem Gelände der ehemaligen Ruhrlandkaserne fertiggestellt. 1995 kaufte die Allbau-AG das etwa 17.000 Quadratmeter große Gebiet, welches sie schon einmal besaß, für rund 13,6 Millionen D-Mark zurück. Geplant waren ursprünglich etwa tausend Wohneinheiten für 2.500 Bewohner. Die Dilldorfer Höhe wird seit ihrer Bauzeit durch die zu dieser Zeit neu ausgebaute Bundesstraße 227 vom restlichen Stadtteil getrennt. Seit 2010 bildet die Bundesstraße in diesem Verlauf ein weiteres Teilstück der Bundesautobahn 44.

### Bildung und Kultur
In Kupferdreh gibt es mit der städtisch-katholischen Josefschule und der städtischen Hinsbeckschule (seit 2024 mit dem Abzweig Oslenderstraße) zwei Grundschulen. Da im benachbarten Stadtteil Essen-Byfang keine Grundschule existiert, gehen auch die Kinder Byfangs in die beiden Grundschulen Kupferdrehs. Zudem gibt es vier Kindergärten, die Evangelische Kindertagesstätte an der Benderstraße, die Kindertagesstätte an der Nierenhofer Straße, den Katholischen Kindergarten St. Mariä Geburt und die Katholische Kindertagesstätte St. Josef.
2013 wurde die Hochschule der bildenden Künste Essen in Kupferdreh gegründet.
In der ehemaligen Hinsbeckschule an der Kupferdreher Straße, dessen aus Ruhrsandstein erbautes Gebäude unter Denkmalschutz steht, wurde 1984 das Mineralien-Museum Kupferdreh als Außenstelle des Ruhr Museums (ehemals Ruhrlandmuseum) eröffnet.
Im Juni 2023 wurde der Rundwanderweg Deilbachsteig eröffnet, der unter anderem durch das Kupferdreher Zentrum und die Museumslandschaft Deilbachtal führt.
Jährlich am Rosenmontag zieht auf der Kupferdreher Straße der Karnevalszug durch den Stadtteil. Der Festausschuss Kupferdreher Karneval hatte im Jahr 2025 sein 150-jähriges Bestehen.

### Benderpark
Der Benderpark ist ein Park mitten in Kupferdreh. Hier befand sich früher das Anwesen mit Villa und Park des Chemikers und Unternehmers August Bender, Mitinhaber der Zementfabrik Narjes & Bender. Die Familie Bender vermachte später das gesamte Gelände der Gemeinde Kupferdreh mit der Auflage, hier einen Park für die Kupferdreher Bürger anzulegen. Dieser grenzt heute an die Kupferdreher Straße, an das St.-Josef-Krankenhaus, an die Byfanger Straße, und liegt nahe der Josef-Schule.

### St. Josef-Krankenhaus
Das St. Josef-Krankenhaus gehört zur Katholische Kliniken Ruhrhalbinsel gGmbH. Die Anfänge reichen zu den Bemühungen der Waldbreitbacher Franziskanerinnen zurück, die am 14. Mai 1895 eine Niederlassung in Kupferdreh gründeten. Das Grundstück dafür erwarb der Katholische Krankenhausbauverein im Jahre 1900 auf dem Gelände des vormaligen Feldmannshofes. Das St. Josef Krankenhaus verfügt heute über 443 Betten plus Intensivstation sowie ein Altenkrankenheim mit 126 Betten.

## Persönlichkeiten
- Carl Julius Anstock, Schulleiter der evangelischen Hinsbeckschule (1870–1916) – Nach ihm wurde 1937 die Anstockstraße benannt.
- Jacob Hubert Arntz, 1. Bürgermeister von Kupferdreh (1896–1901)
- August Bender (1847–1926), Chemiker, Mitbegründer der Zementfabrik Narjes & Bender – Nach ihm wurde 1935 die Benderstraße benannt.
- Wilhelm Bovensiepen (* 25. Januar 1829), Baumeister bzw. Architekt der Christuskirche in Kupferdreh (1879), der Villa Waldrich in Siegen (1879), der Villa Lohmann in Witten (1873) und des Werdener Rathauses (1879–1880)
- Karl Denkhaus, 1. Pfarrvikar in der evangelischen Gemeinde Kupferdreh (1875–1876)
- Josef Götte, letzter Amtsleiter des Kupferdreher Bezirksamts (bis 30. Oktober 1973) – Nach ihm wurde die seit 1990 von der Bürgerschaft Kupferdreh e. V. jährlich verliehene „Josef-Götte-Bürgermedaille“ benannt.
- Arthur Klotzbach (1877–1938), Montanwirtschaftsführer
- Johann Wilhelm Krake, 2. Bürgermeister von Kupferdreh (1901–1910)
- Theodor Narjes (1847–1905), Chemiker, Mitbegründer der Zementfabrik Narjes & Bender – Nach ihm wurde 1935 die Narjesstraße benannt.
- Wilhelm Oslender, Rektor an St. Mariä Geburt in Dilldorf (1872–1905), Erbauer der Dilldorfer Kirche – Nach ihm wurde 1955 die Oslenderstraße benannt.
- Hermann Pieper, dritter und letzter Bürgermeister von Kupferdreh (1920–1929)
- Robert Quardt (1893–1971), katholischer Priester, Erzieher und geistlicher Schriftsteller
- Friedrich Schwermann, 1. Pfarrer an St. Josef in Kupferdreh (1900–1930) – Nach ihm wurde 1934 die Schwermannstraße benannt.

## Personen des NS-Regimes
- Karl Dungs, Pfarrer der evangelischen Christuskirche in Kupferdreh (1933–1945), NSDAP-Mitglied, bekannt als „konsequenter Deutscher Christ“
- Johanna Langefeld (1900–1974), Oberaufseherin in den Konzentrationslagern Ravensbrück und Auschwitz

## Aktuell bekannte Personen
- Die Rapcrew 257ers hat ihre Wurzeln in Kupferdreh. Gründung 2006, Hip-Hop Band